# Bufonia parviflora
Bufonia parviflora är en nejlikväxtart som beskrevs av August Heinrich Rudolf Grisebach. Bufonia parviflora ingår i släktet Bufonia och familjen nejlikväxter. Inga underarter finns listade i Catalogue of Life.